# 겔밈에스스마라 지방

겔밈에스스마라 지방

겔밈에스스마라 지방(아랍어: كلميم السمارة, 프랑스어: Guelmim-Es Semara)은 모로코를 구성하던 16개 지방 가운데 하나로 행정 중심지는 겔밈이며 면적은 122,825km2, 인구는 462,410명(2004년 기준)이다. 5개 주(아사자그 주, 에스스마라 주, 겔밈 주, 탕탕 주, 타타 주)를 관할하며 주 남부는 서사하라의 일부였다. 2015년에 실시된 행정 구역 개편에 따라 폐지되었다.